# Emil Schön
Robert Emil Schön (ur. 4 sierpnia 1872 w Göppingen, zm. 29 listopada 1945 we Frankfurcie nad Menem) – szermierz reprezentujący Cesarstwo Niemieckie, złoty medalista olimpijski.
Na olimpiadzie letniej w Atenach w 1906 roku Niemcy w składzie: Gustav Casmir, Jakob Erckrath de Bary, August Petri i Emil Schön zwyciężyli w zawodach szabli drużynowej. Był tam też czwarty w turnieju szablistów - 3 uderzenia oraz piąty w szpadzie indywidualnej i drużynowej. Na rozgrywanych dwa lata później igrzyskach olimpijskich w Londynie w szabli indywidualnej odpadł w drugiej rundzie, a w szpadzie indywidualnej w pierwszej rundzie. Brał też udział w igrzyskach olimpijskich w Sztokholmie w 1912 roku, zajmując siódme miejsce w szabli drużynowej i szpadzie drużynowej. Ponadto we florecie indywidualnym dotarł do półfinałów, a w szpadzie indywidualnej do ćwierćfinałów.
Schön był mistrzem kraju w szpadzie indywidualnej w 1914 roku oraz we florecie indywidualnym w 1920 roku.